# Исирава (язык)
Исира́ва — (индон. Bahasa Isirawa), также известен под рядом других самоназваний и названий — папуасский язык, использующийся одноимённой народностью, проживающей на северном побережье индонезийской территории острова Новая Гвинея. По состоянию на середину 2000-х годов вопрос классификации исирава в рамках лингвистического деления папуасских языков остаётся спорным. Общее количество носителей на то же время составляет около 2000 человек.

## Ареал и использование
Используется представителями народности исирава, проживающей в округе Сарми индонезийской провинции Папуа к востоку от административного центра округа, города Сарми. Число говорящих к началу XXI века, по разным оценкам, составляло от 1800 до 2200 человек. Несмотря на незначительное количество носителей, не проявляет тенденции к вымиранию, оставаясь в активном использовании, в частности, как язык торгово-экономических отношений по крайней мере в 18 поселениях.
В рамках языка выделяются два диалекта — западный и восточный, весьма близкие между собой в лингвистическом плане. При этом как в среде собственно носителей языка, так и среди населения сопредельных территорий, исирава фигурирует также под рядом других самоназваний и названий, в частности, окваса́р, сабе́ри, саве́ри, са́бри. Последние три связаны с названием одного из крупнейших поселений исирава — Саве́ри.
В отличие от некоторых других языков коренных народностей этой части Новой Гвинеи исирава имеет письменность — латиницу, которая реально употребляется частью его носителей (грамотными является не более 15 % исирава). Исирава-христиане (формально около 70 % народности, в основном протестанты) пользуются при богослужениях переводами частей Библии на родном языке: первые фрагменты были переведены на исирава в 2002 году, в 2005 году завершён перевод Нового Завета.

## Исследования и классификация
Первые системные исследования языка исирава были проведены голландским антропологом Х. Й. Т. Бейлмером в 1920-е — 1930-е годы. Позднее, в 1940-е — 1950-е годы, его изучением занимался ряд других нидерландских специалистов, в частности, А. К. ван дер Леден, Й. ван Эк и Р. ван дер Берг. В начале 1960-х годов, после потери Нидерландами контроля над западной частью острова Новая Гвинея и вхождения этой территории в состав Республики Индонезии, роль голландских учёных в изучении исирава естественным образом снизилась. В то же время, к его исследованию подключились этнографы и лингвисты других стран, наибольший вклад среди которых внесли австралийцы С. Вурм, М. Росс, Ч. Граймс и К. Дж. Эриксон, японцы Х. Огури и С. Хаттори. В Индонезии соответствующие исследования проводятся специалистами джаяпурского университета «Чендравасих».
Несмотря на достаточно активные исследования, вопрос классификации исирава в рамках лингвистического деления папуасских языков остаётся открытым. Так, если М. Росс относит этот язык к числу изолированных, то С. Вурм, а также ряд более поздних исследователей прослеживают определенное родство исирава с языками кверба и включают его либо в трансновогвинейскую филу, либо в кверба-исиравская группировку, которая, в свою очередь вместе с орья-торскими языками иногда рассматривается как часть более крупной тор-квербской семьи.

### Примеры лексики
Местоимения исирава в сравнении с местоимениями орья-торских языков (последние даны по реконструкции М. Росса):
| перевод                           | исирава         | орья-торские языки   |
| --------------------------------- | --------------- | -------------------- |
| я                                 | a-, e           | *ai                  |
| мы                                | nen-, ne        | *ne (инклюзивное)    |
| ты                                | o-, mə          | *emei 'ты', *em 'вы' |
| он, она, оно (род не различается) | e-, maə, ce, pe |                      |